# Feldchenbahnbrücke

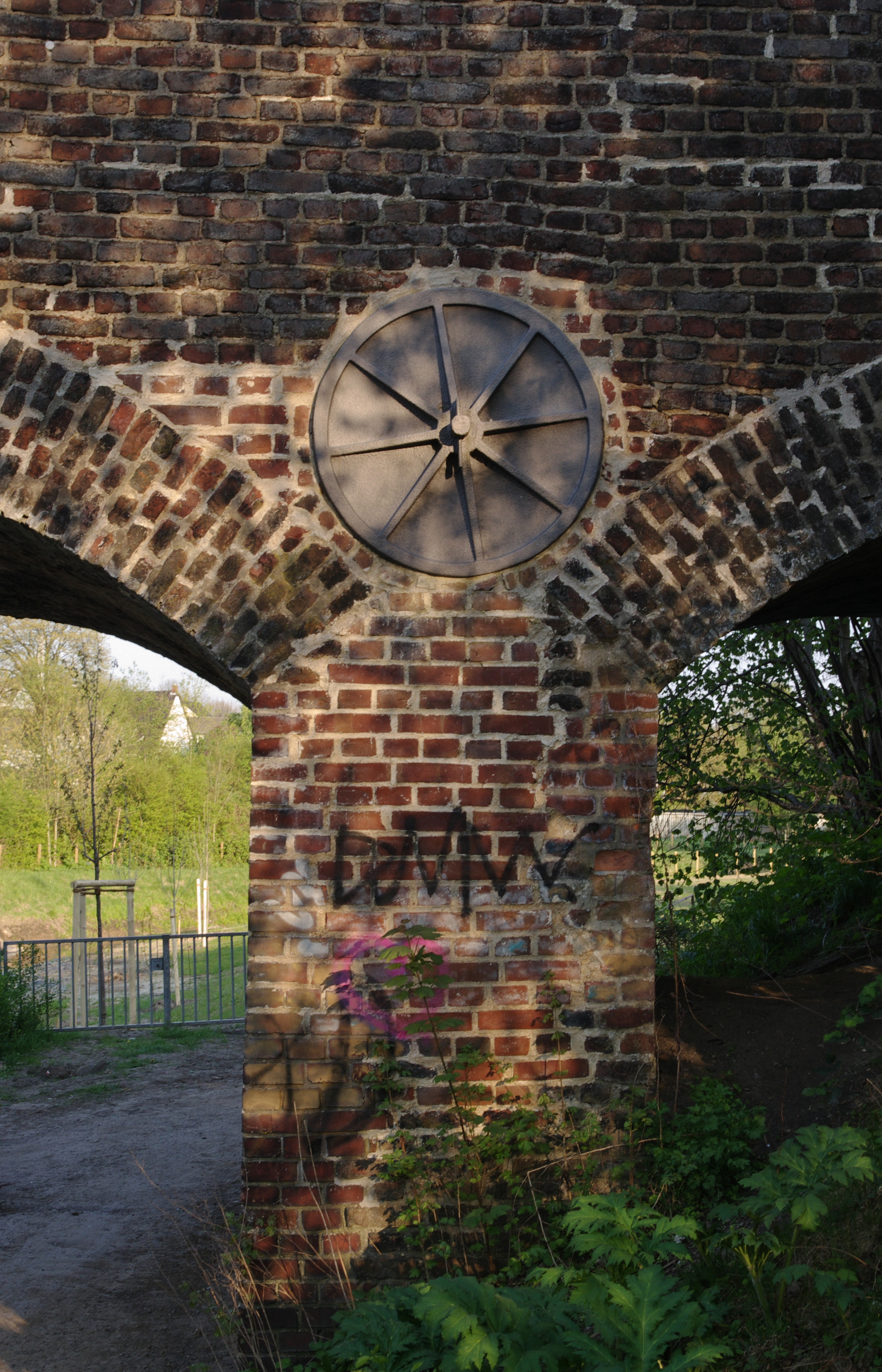
Okuli im Zwickel zweier Tonnengewölbe (2011)

Die Feldchenbahnbrücke unweit des Dortmunder Stadtteils Aplerbeck ist eine unter Denkmalschutz (Denkmalnummer A 0407) stehende in Ziegelstein ausgeführte Bogenbrücke. Sie stellt das letzte erhaltene Relikt der 1867 bis 1870 errichteten Anschlussbahn von der Zeche Vereinigte Schürbank & Charlottenburg zur Bahnstrecke Dortmund–Soest dar. Die bis zu ihrer Stilllegung rund 100 Meter westlich des Bahnhofes Aplerbeck in die Hauptstrecke einfädelnde, etwa 1600 Meter lange, einspurige Eisenbahntrasse bildete annähernd eine S-Form. Von der Zeche kommend, überbrückt die Feldchenbahnbrücke nach gut 700 Metern die an dieser Stelle noch sehr junge Emscher.

## Geschichte
Im Jahr 1867 suchte die Königliche Direction der Bergisch-Märkischen Eisenbahn in Elberfeld als staatliche Aufsichtsbehörde der von der Bergisch-Märkischen Eisenbahn-Gesellschaft errichteten und betriebenen Bahnstrecke Dortmund–Soest bei der Königlich Preußischen Regierung in Arnsberg um die Erlaubnis zum Bau einer Verbindungsbahn vom Bahnhof Aplerbeck zur Zeche Vereinigte Schürbank & Charlottenburg nach. Im Rahmen des Aufbaus der Streckenführung erfolgten 1869 auch Umbauarbeiten im Bereich des Bahnhofes Aplerbeck. Im Jahr der Fertigstellung der Strecke (1870) erfolgte dann auch ein großzügiger Umbau der Zechenanlage. Mit deren Stilllegung im Jahr 1925 wurde auch die Nutzung der reinen Güterzugstrecke eingestellt. Nach dem Rückbau des Trassenoberbaus (Gleisbett und Gleise) nutzten die Ortsansässigen Damm und insbesondere Brücke zur Überquerung der Emscher zu Fuß oder per Fahrrad.
Im Jahr 2003 gab es Bestrebungen seitens der Stadt Dortmund, die im Eigentum der Essener Montan-Grundstücksgesellschaft befindliche Brücke trotz deren Unterschutzstellung als Baudenkmal abzubrechen, mit der Begründung, dass Einsturzgefahr bestehe. Nach Verhandlungen der Stadt Dortmund mit dem Eigentümer wurde schließlich eine kostenfreie Übertragung auf die Kommune vereinbart, zuzüglich eines Zuschusses der Grundstücksgesellschaft von 50.000 Euro zu den Gesamtkosten der Brückensanierung in Höhe von 140.000 Euro. 60.000 Euro trug die Bezirksregierung in Arnsberg, die verbleibenden 30.000 Euro die Stadt Dortmund. Unter Aufsicht der Unteren Denkmalbehörde erfolgte ab Juni 2005 über einen Zeitraum von zwölf Wochen die Sanierung, vorrangig unter Aspekten der Verkehrssicherung. Nach der Entfernung des Wildwuchses wurden die Fugen gereinigt und neu verfüllt. Die zur Wiederherstellung der Bögen benötigten Steine konnten nach längerer Suche im Münsterland beschafft werden; die Decke des Brückenbauwerkes belegte man zum Schutz vor Feuchtigkeit mit Stahlbetonplatten.

## Beschreibung
Das fünfbögige Brückenbauwerk verfügt bei einer Länge von rund 25 Metern über eine Gesamtbreite von etwa fünf Metern. Der mittlere Bogen, zugleich der größte, überspannt die Emscher. Durch die links und rechts von diesem liegenden Bögen führen Wirtschaftswege hindurch. Die äußersten sind ungenutzt und teilweise zugewachsen. In den Zwickeln der Tonnengewölbe sind sogenannte Okuli angeordnet. Die heute verschlossenen Öffnungen dienten in erster Linie der Entlüftung, steigerten dazu aber auch den ästhetischen Gesamteindruck des Bauwerks. Hinter den Okuli befinden sich bei derartigen Bauwerken Kanäle zur Ableitung des eindringenden Wassers über die jeweilige Bogenmitte.

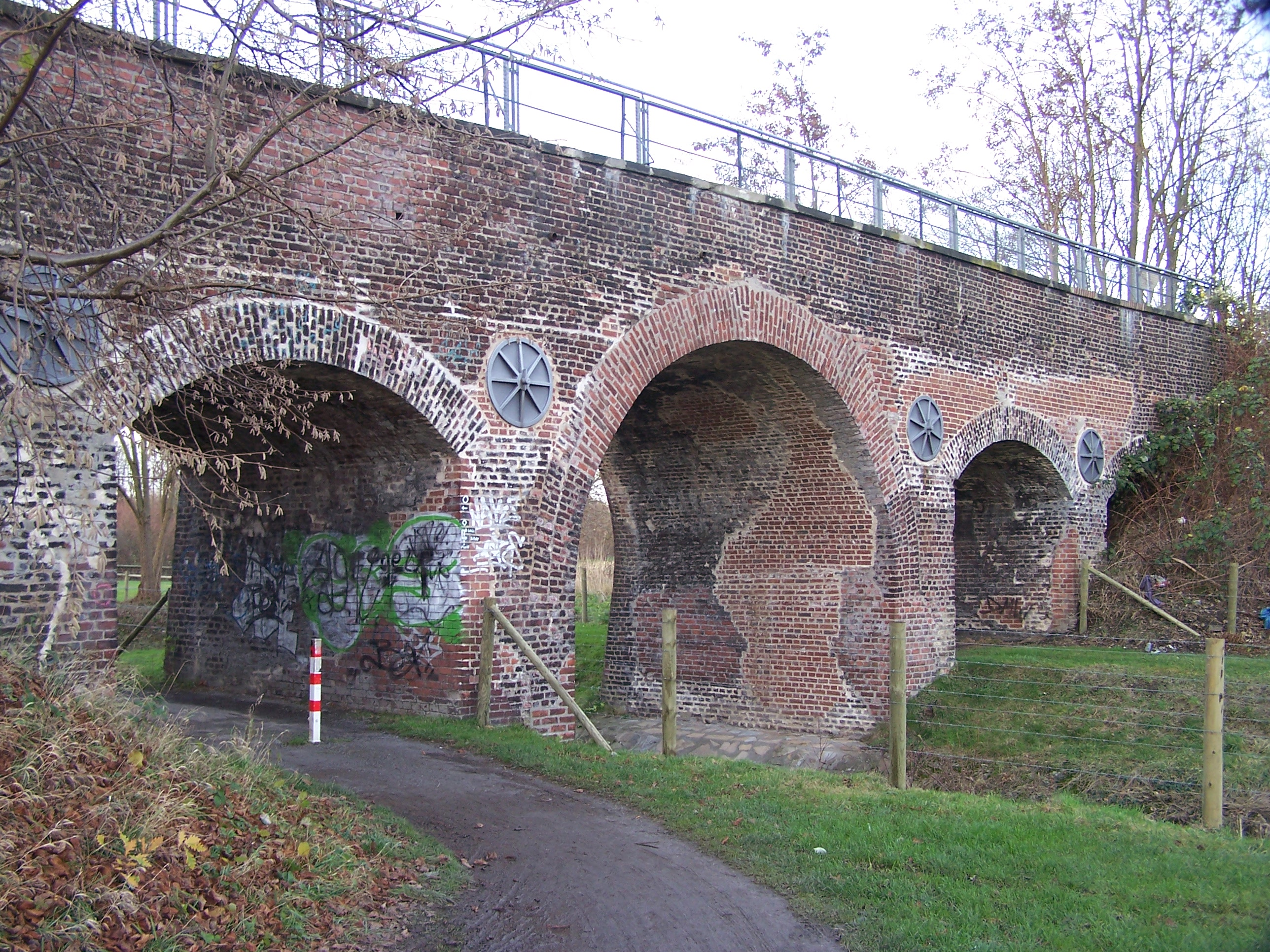
Ostseite (2009)
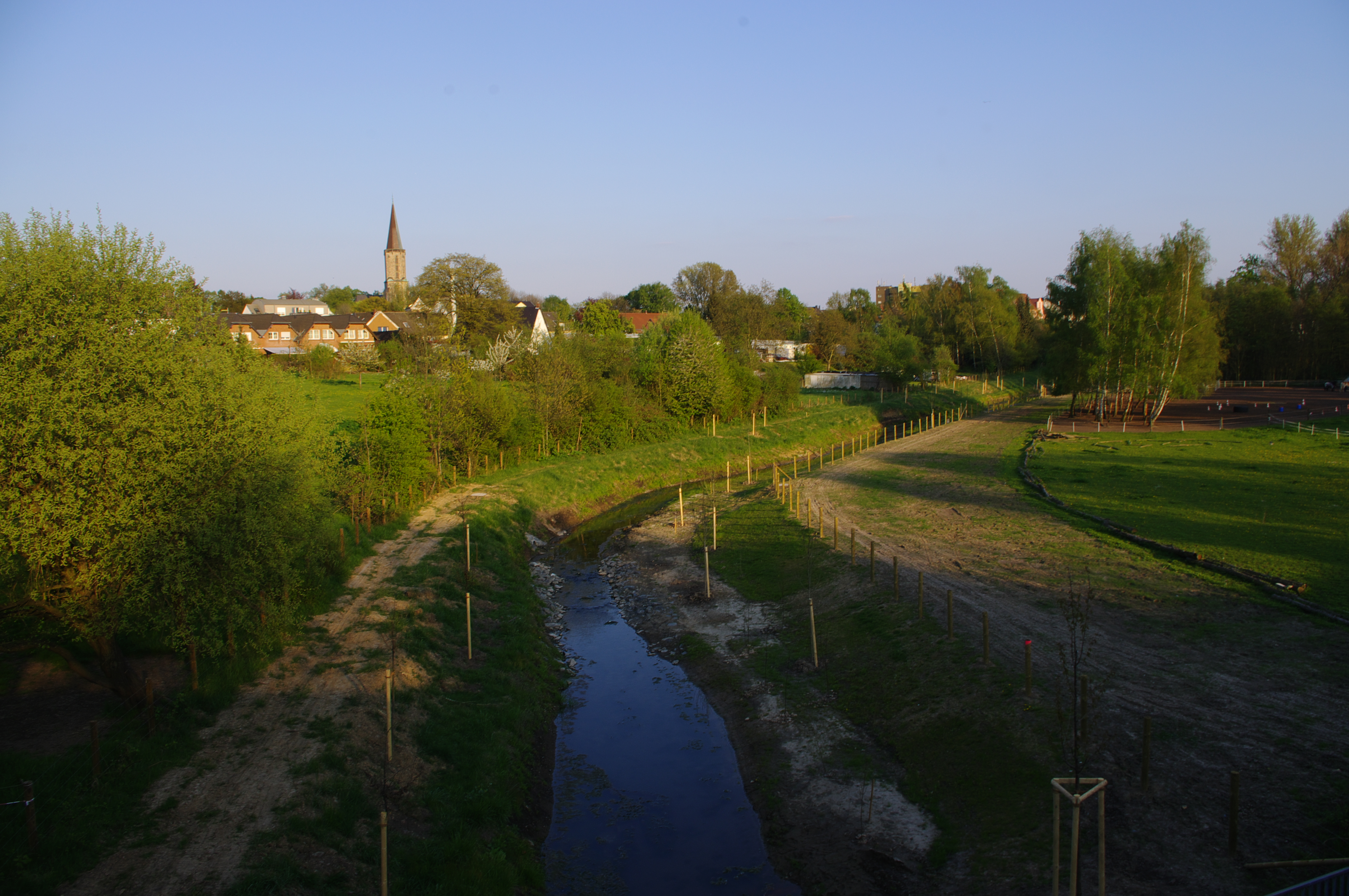
Blick über die Emscher nach Aplerbeck (2011)
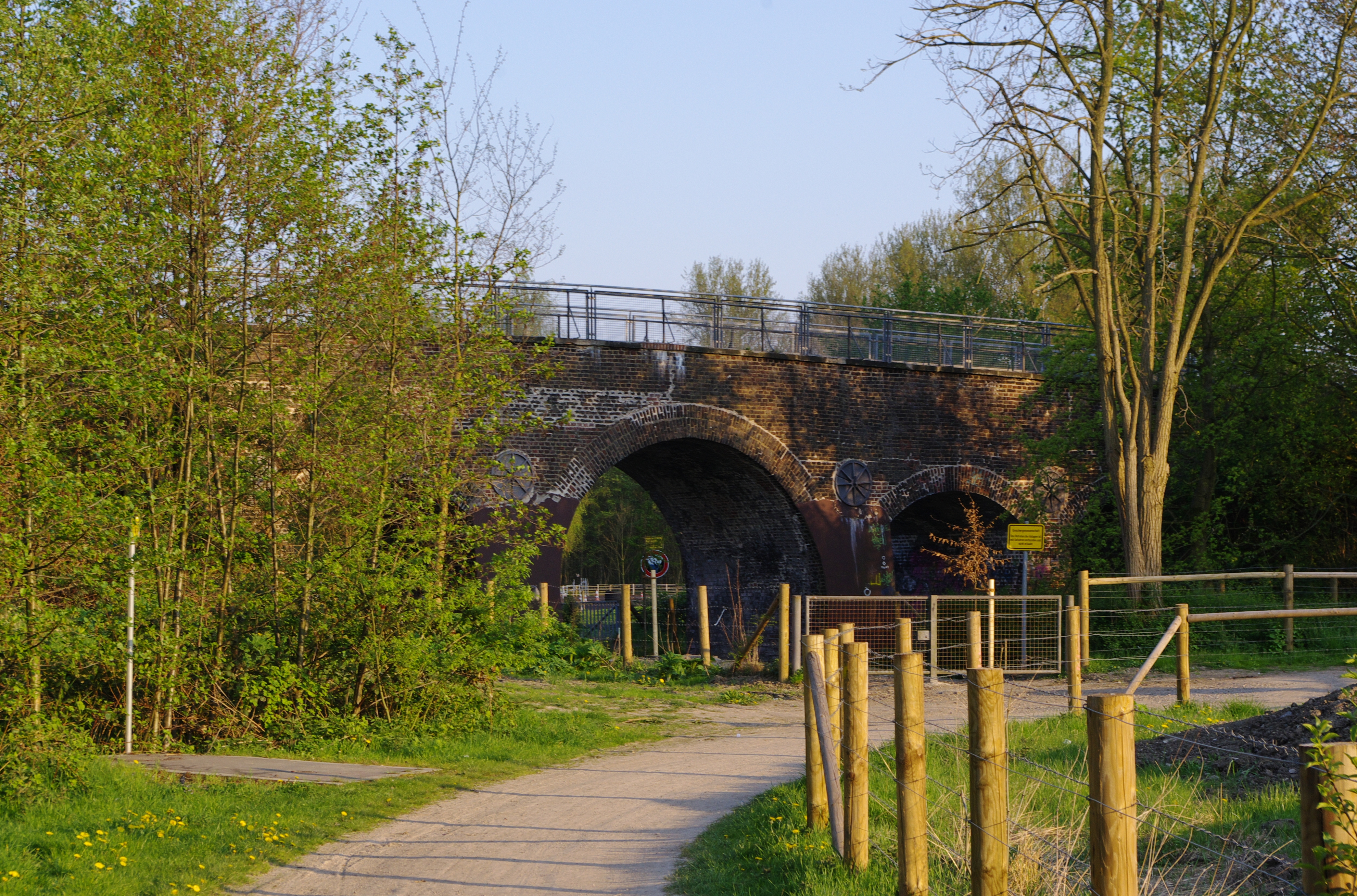
Zufahrt von Westen (2011)
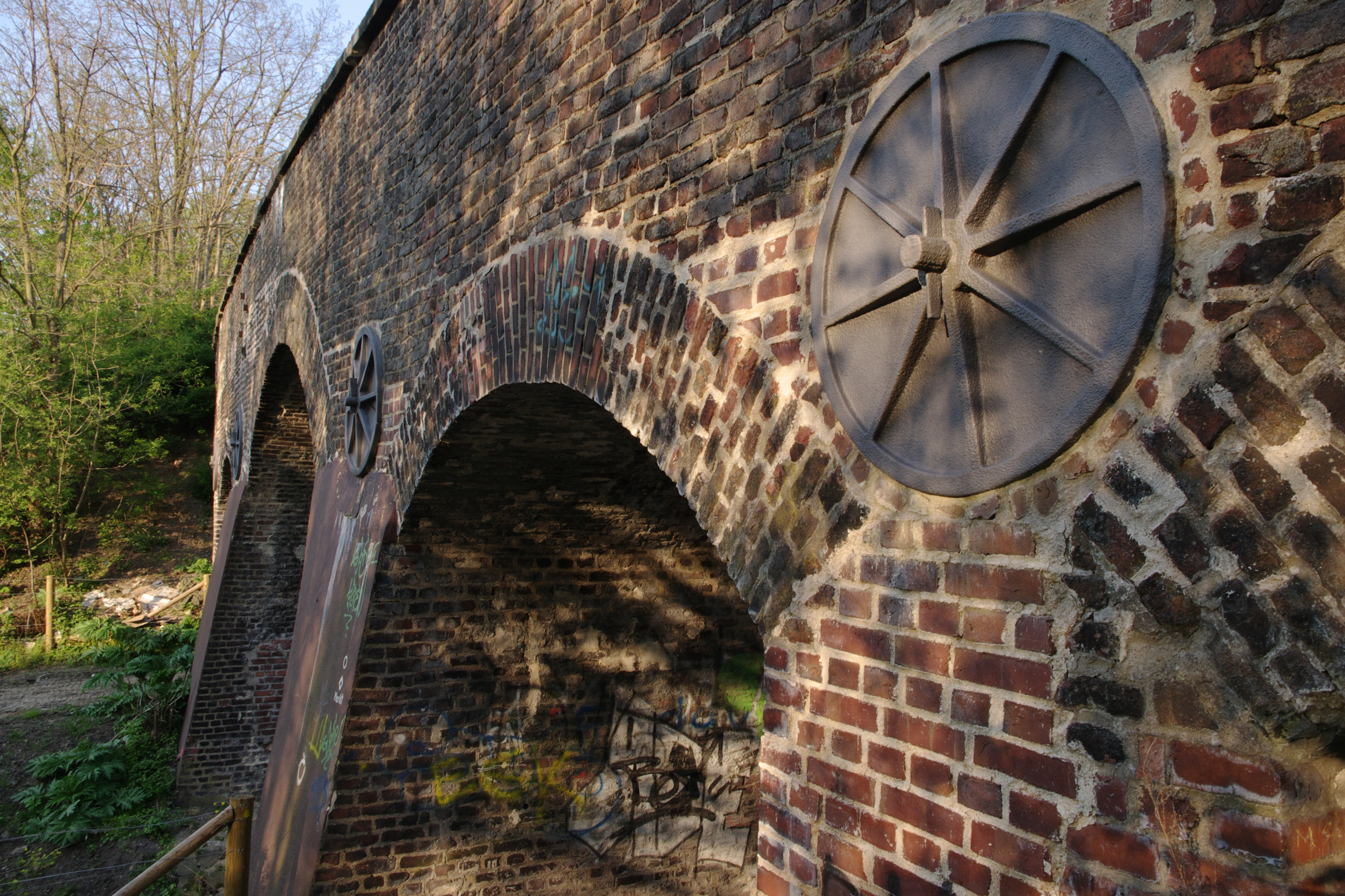
Westseite von Süden (2011)
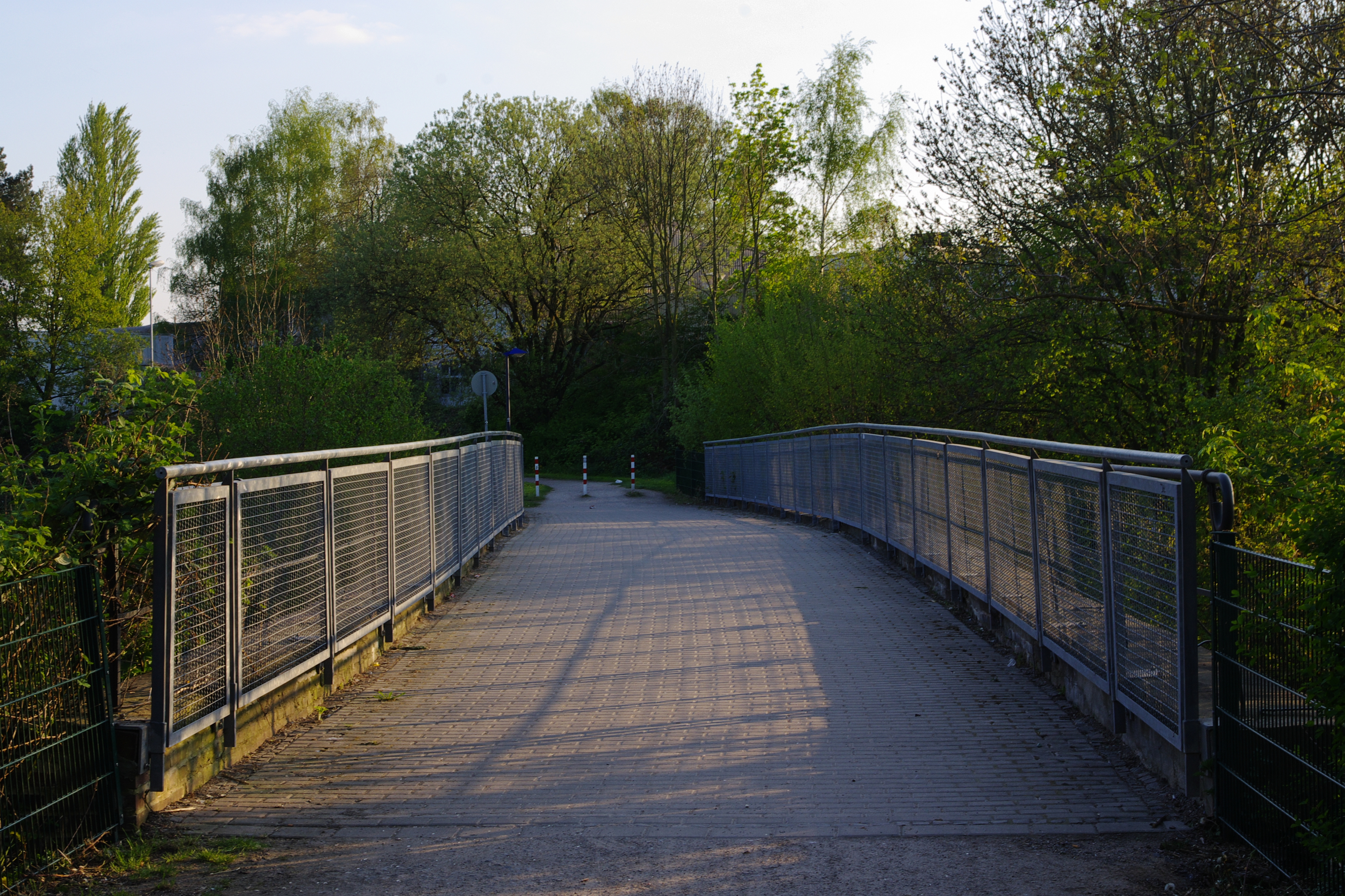
Radweg (2011)